# Lamprosema xanthoscota
Lamprosema xanthoscota là một loài bướm đêm trong họ Crambidae.